# کیکو آبه
کیکو آبه (انگلیسی: Keiko Abe؛ زاده ۱۸ آوریل ۱۹۳۷) موسیقی‌دان و ماریمبانواز اهل ژاپن است.